# Ley eterna
Se entiende por ley eterna la ordenación de todo lo que existe en la naturaleza, es decir, se incluye bajo estos términos tanto las leyes de la naturaleza como las leyes de conducción, tanto las leyes científicas como las leyes humanas. Es el gobierno de todas las criaturas existentes y según Santo Tomás, tiene las siguientes características:
1. Común a todas las criaturas, es decir, hay una ley eterna para el mundo, para los planetas, para la realidad microscópica. Rige esta única ley.
2. Indeleble, quiere decir, no se puede prescindir de ella.
3. Inmutable, o sea, que no cambia.
Santo Tomás establece una diferenciación entre los primeros principios (que se caracterizan por ser evidentes para todas las personas) y los secundarios (requieren de mayores conocimientos) las relaciones humanas enriquecen el actuar del hombre, le otorgan mayores posibilidades al hombre, por ello es que el hombre naturalmente se asocia. Un primer principio aplicado a las leyes naturales es lo que se llama el principio de no contradicción, que nos indica que una cosa no puede ser y no ser al mismo tiempo, (aplicado al derecho, uno no puede ser dueño y acreedor al mismo tiempo).
Estos principios se complementan con otros principios que son secundarios, como por ejemplo que las personas buscan maximizar sus beneficios y minimizar sus costos o las personas buscan dedicar el menor tiempo posible para comprar una cosa. 
Otro primer principio nos dice que el todo es mayor que la parte.
Una parte de esta ley eterna que se denomina ley humana es la que se aplica exclusivamente a los hombres, a los seres racionales compuestos de alma y cuerpo. Se aplica a ellos por este principio fundamental que lo distingue de los otros seres, el hecho de ser racional, el hecho de estar dotado de inteligencia y la voluntad. Como tenemos razón podemos encaminarse a un fin por nuestras decisiones. 
La libertad está orientada hacia un fin, busca algo. Esta libertad, racionalidad, nos distingue de los animales, ya que estos no la tienen. 
Por eso a nosotros se nos pueden aplicar estos términos muy vinculados con el derecho. Somos responsables de nuestros actos, esta responsabilidad lo lleva a ser acreedor de bienes.
Esta ley humana se divide en ley natural y ley positiva. La ley natural está constituida por estos principios que rigen las relaciones humanas y la ley positiva es la ley promulgada, puesta en las disposiciones dictadas como norma de la república. Bajo la concepción de Santo Tomás, la ley positiva no puede contradecir a la ley natural, estos principios que están en la ley natural (justicia conmutativa, legal, etc.) Principio de la buena fe. Que son anteriores y superiores a la ley positiva, son anteriores porque incluso antes de que estas leyes positivas se dictaran han existido estos principios. Y son superiores a esa ley positiva, porque en el caso de que esa ley positiva los contradiga, predomina los principios, sigues subsistiendo los principios, la ley positiva no deroga, por eso que bajo esta concepción de Santo Tomás “Una ley que contradiga un principio de la ley natural es una ley injusta” y por consiguiente no es necesaria obedecer.
La razón de Dios, en cuanto establece aquel orden, es la ley eterna. La ley eterna, en cuanto está impresa en cada criatura, es su ley natural, llamada en el hombre, ley moral.